# أوليسيا فورشيفا
أوليسيا ألكساندروفنا فورشيفا (الروسية: Олеся Александровна Форчева، في 8 يوليو 1979) هي عداءة روسية متخصصة في سباق 400 متر وسباق 4×400 متر تتابع. حققت أفضل إنجازاتها داخل الصالات، حيث احتلت المركز الأول أو الثاني في كلا الحدثين في بطولة العالم في عامي 2004 و2006 وفي البطولات الأوروبية في عام 2011. وحقق فريقها في سباق 4 × 400 متر رقمين قياسيين عالميين داخل الصالات، في عامي 2004 و2006، ولكن فقط وقد تم التصديق على الأول. في الهواء الطلق فازت بلقب العالم 4 × 400 م في عام 2005 واحتلت المركز الثاني في الألعاب الأولمبية الصيفية 2004.